# レーナ・アンデション
レーナ・アンデション（Lena Anderson、1939年 - ）は、スウェーデンストックホルム出身の絵本作家である。

## 人物
- スウェーデンの美術大学にあたる夜間コース「コンストファック」で勉強した後[1]、デザインの仕事で活躍。1983年に「マーヤの春・夏・秋・冬」を発表。1984年にスウェーデン図書館協会（スウェーデン語版）主催の絵本の最高の賞「エルザ・ベスコフ賞（スウェーデン語版）」を受賞[2]。マーヤシリーズは「マーヤの植物だより」・「マーヤのやさいばたけ」[3]・「マーヤの自然観察」[4]。

## 作品[5]
- 「フィフィのみぎひだり」（クリスティーナ・ビヨルク文、野花かほる訳、1981年、文化出版局）
- 「リーヌスくんのお料理教室」（クリスティーナ・ビョルク文、柳沢重也・柳沢シェスティン訳、1988年、文化出版局）

## 受賞
- エルザ・ベスコフ賞
- アストリッド・リンドグレン賞[1]